# Pontirolo Nuovo
Pontirolo Nuovo [pontiˈrɔːlo ˈnwɔːvo] (Puntiröl [puntiˈɾøl] in dialetto bergamasco, e semplicemente Pontirolo fino al 1863) è un comune italiano di 4 984 abitanti della provincia di Bergamo in Lombardia.
Situato nella media pianura bergamasca, a circa 17 chilometri a sud-ovest dal capoluogo orobico, ha un'altitudine media di 155 m s.l.m.

## Storia

### Il nome romano
Il nome Pontirolo deriva dal termine latino Pons Aureoli, il Ponte di Aureolo.
Per quanto negli annali si possano trovare prove dell'esistenza di un villaggio abitato già in epoca alto-medievale Pontirolo Nuovo venne riconosciuto come comune soltanto nel 1570.
L'aggettivo "nuovo" serviva ai tempi per distinguere il borgo da Pontirolo Vecchio, che ha ormai cambiato nome in Canonica d'Adda.
Il fatto storico da cui ha tratto origine il nome di Pons Aureoli fu il seguente: nell'anno 268 d.C., nei pressi di questo ponte si scontrarono l'imperatore Gallieno e Manio (alcune fonti citano Mario) Acilio Aureolo, nominato comandante della cavalleria appunto da Gallieno e poi, a sua volta, proclamato imperatore dai propri soldati.
Gallieno riuscì nel tentativo di fermare il generale ribelle che dovette rifugiarsi a Milano. Nel corso dell'assedio che ne seguì, Gallieno venne ucciso in una congiura alla quale pare non fosse estraneo il suo successore Claudio II il Gotico. La resa al nuovo imperatore non salvò la vita ad Aureolo che venne trucidato dalla guardia pretoriana di quest'ultimo apparentemente per vendicare il suo tradimento nei confronti di Gallieno.
Comunque siano andati i fatti storici, il ricordo della battaglia combattuta presso il suddetto ponte rimase tanto vivo che, da allora, quel luogo venne chiamato Ponte di Aureolo.

### Le fondazioni delcastrumromano
Molti indizi inducono a pensare che Pontirolo Nuovo sia sorto sulle fondazioni di un castrum romano, più propriamente un accampamento militare posto a difesa del ponte Aureolo; su una rupe che costituiva il terragium, arroccato su un naturale elemento di difesa, che dominava la pianura antistante l'Adda.
Il castrum militare romano era originariamente costituito da un lotto quadrangolare, suddiviso in 4 porzioni: al centro la piazza d'armi dove erano disposte le tende e successivamente le abitazioni dei militari o gli edifici di pubblica utilità e culto.
I restanti settori erano uniformemente divisi in quadrati occupati da corti, i cui ingressi erano disposti sugli assi del tracciato viario.
Il paese di Pontirolo Nuovo rispecchia, ancor oggi, questa conformazione: nel centro la piazza principale; le vie più importanti sono quelle che formano la piazza stessa; le case coloniche tutte a cortile, aggregate tra loro secondo il tipico sistema delle corti romane, hanno portoni ed ingressi che concludono le vie del borgo.
Osservando la mappa di Pontirolo possiamo notare come la dimensione delle carreggiate delle strade e la superficie dei lotti sia, per lo più, la medesima in tutto il centro storico.
È un'ulteriore conferma di come l'impianto del paese sia sorto da un'unica idea progettuale e che tale crescita e sviluppo, così controllati, non possono essere avvenuti in epoca medievale, dove l'uniformità dei tracciati e delle edificazioni era una casualità piuttosto che una regola costruttiva.
L'insediamento militare, come prassi, fu poi trasformato in centro agricolo e mantenne le strutture già edificate e la primitiva organizzazione urbana.

### L'espansione medioevale
Per quanto il ponte abbia dato nome al paese di Pontirolo (che è bene ricordare coincide con il centro abitato di Canonica d'Adda), molto probabilmente fu anche la causa, se non della nascita, dell'espansione del villaggio chiamato in seguito Pontirolo Nuovo; la posizione strategica in cui questo passaggio obbligato era posto aveva sempre reso vulnerabile il paesello sulle rive dell'Adda ad attacchi e saccheggi a opera dei più disparati eserciti; il più famoso fu l'assedio e l'occupazione del borgo nel 1160 da parte dell'esercito comandato da Federico I detto "il Barbarossa".
Nel Codex diplomaticus civitatis et ecclesiae Bergomatis di Mario Lupo, scritto nel 1784, troviamo questo passaggio: «Quindi [Federico Barbarossa] condusse l'esercito al di là del fiume Adda e non senza una cruenta battaglia occupò Pontirolo e il ponte là costruito dai milanesi e la chiesa. Quindi partì con gli stessi cavalieri e fanti di Lodi alla volta del ponte che i milanesi avevano ricostruito con loro grandissime spese presso Pontirolo e, bruciandolo, devastò il paese e distrusse anche lo stesso ponte».
È perciò verosimile che in alcuni di questi fatti il villaggio fosse così malconcio dalla furia e dalle depredazioni dei soldati, che gli abitanti, risoluti di togliersi ai pericoli di nuovi danni, si trasferissero a edificare o crescere l'attuale Pontirolo Nuovo, posto in un luogo più sicuro e non molto lontano da Canonica.

### La nascita del comune
Tra il XIV ed il XV secolo il territorio fu interessato da numerosi scontri tra la Repubblica di Venezia e il Ducato di Milano, che aspiravano a ottenere il predominio sulla zona. La questione venne risolta con la costruzione del fosso bergamasco, canale artificiale che serviva a delimitare i possedimenti tra le due entità politiche.
Questo passava a nord di Pontirolo Nuovo, delimitandone il territorio amministrativo e includendolo di fatto nell'area soggetta all'influenza milanese.
Nel XVI secolo si assistette a vari avvenimenti che caratterizzano la storia di Pontirolo. Uno di questi fu il passaggio del Ducato di Milano agli spagnoli che, guidati da Carlo V, avevano sconfitto il re di Francia Francesco I.
Intanto, dopo l'epidemia del 1360, la peste era tornata a falciare vittime nel biennio 1529-1530 e nel 1576-1577 (la cosiddetta peste di San Carlo Borromeo). Altro flagello, tipico di una zona di frontiera, era quello del banditismo, che continuerà a farsi sentire anche nel secolo successivo.
Agli inizi del Cinquecento Pontirolo Nuovo venne interessato sia pur direttamente da un processo per stregoneria che vedeva coinvolta una certa Caterina de Cerbalii, unica imputata di cinque presunte streghe che venne assolta dopo soli quindici giorni di detenzione, a differenza delle altre quattro donne che vennero condannate al rogo e arse pubblicamente sulla riva dell'Adda.
Il 16 settembre 1566 la chiesa parrocchiale di Pontirolo Nuovo ricevette la visita pastorale di Carlo Borromeo, arcivescovo di Milano. Dagli atti di tale visita si può ricavare il numero di persone che vivevano nel centro abitato in quel periodo: all'incirca 150 persone, suddivise in 30 famiglie principali (la media di abitanti per famiglia in quel periodo era infatti di 5 persone).
Il 28 agosto 1570 nacque ufficialmente il comune di Pontirolo Nuovo in seguito a una divisione dei territori e dei carichi fiscali tra i Canonica e appunto del neonato Pontirolo Nuovo.
Questa prima divisione non fu però ritenuta equa dagli "uomini di Pontirolo" e venne perciò rifatta il 31 agosto 1579, con soddisfazione di entrambe le parti in causa. I beni di Pontirolo, comprensivi di quelli della chiesa (che rappresentavano il 75% del totale) ammontavano a 5563 pertiche di terreni di diversa qualità. Naturalmente vennero ripartite anche le varie tasse che andavano dalla tassa sul sale a quella sui cavalli e a quella sull'imbottato (del vino).
È in questo periodo (più precisamente in seguito al Concilio di Trento) che il parroco di Pontirolo cominciò a tenere i cosiddetti registri delle anime, cioè dei battesimi, dei matrimoni e delle estreme unzioni, fonte ricchissima per chiunque volesse ricostruire la storia demografica della comunità di Pontirolo. Questi libri esistenti tutt'oggi vengono conservati nella casa parrocchiale.

### Il Seicento
Nel Seicento il dominio spagnolo sulla Lombardia si era ormai consolidato producendo gli effetti negativi che sono stati ben descritti nei Promessi Sposi.
Gli anni 1627, 1628, 1629 furono funestati dalla carestia a cui segui la nefasta epidemia di peste che imperversò fino alla fine del 1630.
Curiosamente il nome di Pontirolo Nuovo non viene citato negli elenchi dei paesi colpiti dal flagello, mentre vi compaiono Cassano, Trezzo e Vaprio.
Anche per il Seicento non mancano notizie interessanti su Pontirolo Nuovo: dai documenti scritti in seguito alla visita pastorale del cardinale Federico Borromeo risulta che gli abitanti del paese fossero aumentati dal secolo precedente, raggiungendo le 467 anime (in questo conteggio non vengono considerati i bambini con meno di due anni, data l'elevata mortalità infantile di quei tempi).
Nel periodo della peste la popolazione pontirolese non subì quella flessione tipica dei luoghi più colpiti ma si mantenne all'incirca costante. Negli ultimi anni del secolo viceversa si assistette ad un consistente aumento del numero degli abitanti che raggiunse le 600 unità.
Le condizioni sociali erano tipiche del periodo: l'agricoltura risultava sicuramente l'attività economica di gran lunga prevalente; i lavoratori della terra erano soprattutto mezzadri, livellari (piccoli affittuari) ed enfiteuti (affittuari perpetui).
Da un documento conservato presso l'archivio parrocchiale si ricavano alcune interessanti informazioni sulle condizioni abitative dei contadini e sui tipi di terreni del comune agli inizi del Seicento.
Una casa tipica del tempo veniva così descritta: «Una stanza, nella quale vi sono una cucina, una canipa, due camere con un granaio sopra, una stalla con portichetto, la corticella circondata di mura, un'aia et un horto» (un'abitazione nella quale vi sono una cucina, un ripostiglio per la canapa, due camere con un granaio sopra, una stalla con un piccolo portico, il cortiletto circondato da un muro, un'aia e un orto).
I tipi di terreno ricorrenti nell'elenco delle varie pezze di terra erano i seguenti: arrativa (aratoria), vidata (con filari di viti), laborativa (coltivata) e boschiva.

### Simboli
Lo stemma e il gonfalone sono stati concessi con decreto del presidente della Repubblica del 9 febbraio 1958.
Il ponte allude al toponimo; la spada e la bilancia sono attributi dell'arcangelo Michele, patrono del paese.
Il gonfalone è un drappo di bianco.

## Monumenti e luoghi d'interesse
- Chiesa parrocchiale di San Michele Arcangelo, costruita nel XIX secolo
- Oratorio campestre dei Santi Faustino e Giovita, antica cappelletta campestre situata in via Treviglio, edificata nel XII secolo e la cui prima testimonianza storica risale al 1155, in una bolla pontificia emanata da papa Adriano IV. Collocato al centro di via Treviglio, nel corso dei secoli si è discusso molte volte sull'opportunità di demolirlo per allargare la carreggiata stradale. Nel restauro del 1998 la strada venne spostata per creare un piccolo giardino pubblico per valorizzare l'area.

## Geografia antropica
Il territorio comunale non comprende frazioni, tuttavia sono presenti diverse località e molte cascine.
Ecco le 2 località che fanno parte del comune :
- Loc. Fornasotto
- Loc. Ponciparello

## Società

### Evoluzione demografica
- 800 nel 1751
- 1063 nel 1805
- annessione di Fara, Massari Melzi e Canonica nel 1809
- 1221 nel 1816
- 1410 nel 1853

Abitanti censiti

## Amministrazione
| Periodo        | Periodo   | Primo cittadino    | Partito                          | Carica  | Note                                       |
| -------------- | --------- | ------------------ | -------------------------------- | ------- | ------------------------------------------ |
| 25 maggio 2014 | in carica | Gigliola Breviario | lista civica Uniti per Pontirolo | Sindaco | Eletta con il 58,11% dei cittadini votanti |

## Sport

### Calcio
La principale squadra di calcio della città è S.C. Pontirolese 1966 A.S.D. che milita nel girone C lombardo di Promozione. I colori sociali sono: amaranto e bianco. È nato nel 1966. Attualmente è chiamata Accademia Gera D'adda